# Teillé (Sarthe)
Teillé is een gemeente in het Franse departement Sarthe (regio Pays de la Loire) en telt 476 inwoners (1999). De plaats maakt deel uit van het arrondissement Le Mans.

## Geografie
De oppervlakte van Teillé bedraagt 11,7 km², de bevolkingsdichtheid is 40,7 inwoners per km².
De onderstaande kaart toont de ligging van Teillé (Sarthe) met de belangrijkste infrastructuur en aangrenzende gemeenten.

## Demografie
Onderstaande figuur toont het verloop van het inwonertal (bron: INSEE-tellingen).